# 주한 네덜란드 대사관
주한 네덜란드 대사관(네덜란드어: Nederlandse ambassade in Seoel)은 대한민국 서울특별시 중구 정동 15-5 정동빌딩 10층에 위치하고 있는 네덜란드 대사관이다. 현직 주한 네덜란드 대사는 요아너 도르네바르트이다.

## 역사
네덜란드는 1961년 4월 4일에 대한민국과 수교했다. 1968년 6월에는 네덜란드 정부가 대한민국 서울에 주한 네덜란드 대사관을 설립했고 1969년 10월에는 대한민국 정부가 네덜란드 헤이그에 주네덜란드 대한민국 대사관을 설립했다.

## 주요 업무
주요 업무는 대한민국 정부와의 외교·교섭, 투자 유치 활동, 대한민국 거주 네덜란드 국민의 보호 육성, 외교 정책 홍보, 문화, 학술, 체육 협력, 여권, 입국 사증 발급 및 영사 확인 업무 등이다.

## 역대 주한 네덜란드 대사
- 1968년 12월 24일 ~ 1971년 10월 5일: I. 페르카더(I. Verkade, 대리대사, 주일본 네덜란드 대사관에서 겸임)
- 1971년 10월 6일 ~ 1972년 5월 26일: T. P. 베르흐스마(T. P. Bergsma, 대리대사, 주일본 네덜란드 대사관에서 겸임)
- 1972년 5월 27일 ~ 1974년 1월 18일: M. J. 메이여르(M. J. Meijer, 대리대사, 주일본 네덜란드 대사관에서 겸임)
- 1974년 1월 19일 ~ 1975년 12월 26일: W. Ch. E. A. 더 프리스(W. Ch. E. A. De Vries, 대리대사, 주일본 네덜란드 대사관에서 겸임)
- 1975년 12월 27일 ~ 1978년 4월 20일: C. D. 바르크만(C. D. Barkman, 주일본 네덜란드 대사관에서 겸임)
- 1978년 4월 21일 ~ 1982년 9월 22일: R. 판 더 베르흐(R. Van de Berg)
- 1982년 9월 23일 ~ 1986년 3월 31일: A. B. 호이팅크(A. B. Hoytink)
- 1986년 4월 1일 ~ 1990년 1월 16일: J. 판 에벤호르스트 텡베헌(J. Van Ebbenhorst Tengbegen)
- 1990년 1월 17일 ~ 1991년 10월 7일: 엘링크 스휘르만(Elink Schuurman)
- 1991년 10월 8일 ~ 1995년 11월 27일: 파울 라헨데이크(Paul Lagendijk)
- 1995년 11월 28일 ~ 1999년 10월 20일: 요스트 P. M. 볼프스빙컬(Joost P. M. Wolfswinkel)
- 1999년 10월 21일 ~ 2003년 9월 29일: H. G. 더 프리스(H. G. De Vries)
- 2003년 9월 30일 ~ 2006년 12월 20일: 라딩크 J. 판 폴렌호번(Radinck J. van Vollenhoven)
- 2006년 12월 21일 ~ 2010년 10월 11일: 한스 헤인스브룩(Hans Heinsbroek)
- 2010년 10월 12일 ~ 2015년 2월 11일: 파울 멩크벨트(Paul Menkveld)
- 2015년 2월 12일 ~ 2019년 11월 13일: 알로이시위스 요하네스 아드리아뉘스 엠브레흐츠(Aloysius Johannes Adrianus Embrechts)
- 2019년 11월 14일 ~ 현재: 요아너 도르네바르트(Joanne Doornewaard)

## 같이 보기
- 네덜란드-대한민국 관계
- 주네덜란드 대한민국 대사관
- 네덜란드의 재외공관 목록
- 대한민국 주재 외국공관 목록